# ハンツビル (オンタリオ州)
ハンツビル（英語：Huntsville）はカナダのオンタリオ州中北部、マスコーカ地域に属する町で、人口およそ2万人（2016年）。2010年6月には第36回主要国首脳会議(サミット)が開催された。

## 歴史
1869年、ジョージ・ハント（George Hunt）が小さな農場センターを開いたことが街の起こり。19世紀後半には、同地域では重要な産業基地として発展した。

## 地理
町はアルゴンキン州立公園へ入る玄関口に位置しているため、観光地としても人気が高い。シャナイア・トゥエインが1988年から1989年の間ステージショーに出ていたというディアハースト・リゾートを始めとして、ヒドゥンバレー・リゾートなどのリゾート地が知られる。

## 経済
キンバリークラーク社（Kimberly-Clark）などの大手の製造業も進出している。